# Дезіре Кларі
Дезіре Кларі, повне ім'я Бернардін Ежені Дезірé Кларі (швед. Drottning Desideria; фр. Désirée Clary, Бернадін Ежені Дезіре Кларі, фр. Bernardine Eugénie Désirée Clary, ім'я від народження Clary, королева Швеції Дезідерія лат. Desideria (1818-1844); 8 листопада 1777, Марсель — 17 грудня 1860, Стокгольм) — дружина короля Швеції і Норвегії Карла XIV Югана (він же наполеонівський маршал Жан Батист Бернадот)

## Біографія
Дезіре Кларі народилася в Марселі (Франція), в сім'ї Франсуа Кларі (фр. Marseille, St. Ferreol, 24 лютого 1725 р. — Марсель, 20 січня 1794 р.), заможного торговця шовком, і його другої дружини (з 26 червня 1759) Франсуази Рози Сомі (Марсель, 30 серпня 1737 р. — Париж, 28 січня 1815). У перший раз (з 13 квітня 1751 р.) він був одружений з Габріелою Флешон (1732 р. — 3 травня 1758 р.). Дітей у цьому шлюбі не було.
Її сестрою була Жюлі Кларі, яка стала дружиною Жозефа Бонапарта і носила титул Королеви Неаполітанської і Іспанської.
Її брат Ніколя Жозеф Кларі став першим графом Кларі. Був одружений з Ганною Жанною Ройє. У них народилася дочка Зенаід Франсуаз Кларі (Париж, 25 листопада 1812 р. — Париж, 27 квітня 1884 р.), яка стала дружиною Наполеона Бертьє Ваграмського, другого герцога Ваграмського (10 вересня 1810 — 10 лютого 1887), сина маршала Бертьє.
Дезіре була нареченою Наполеона Бонапарта, але після його одруження на Жозефіні, вона в 1798 р. вийшла заміж за генерала Жана-Батіста Бернадота, майбутнього короля Швеції і Норвегії. Від шлюбу з ним у неї народився єдиний син Оскар, майбутній король Оскар I.
Дезіре отримала звичайну освіту для дівчаток в дореволюційній Франції. Вона була навчена черницями в школі при жіночому католицькому монастирі. Коли в 1789 р. почалася Велика французька революція, батьки забрали її додому. В юності вона була переконана республіканка.
У 1794 р. її батько помер. А брат був заарештований за наказом нового революційного уряду. Як вона говорила пізніше, через це вона познайомилася з Жозефом Бонапартом, що сприяв звільненню її брата. Брат вийшов з-під арешту і повернувся додому. Жозеф Бонапарт був представлений її сім'ї і незабаром одружився з її сестрою Жюлі Кларі, яка згодом стала королевою Неаполя та Іспанії. Він познайомив Дезіре зі своїм братом, генералом Наполеоном Бонапартом, в якого вона відразу ж закохалася. Через кілька місяців Наполеон зробив їй пропозицію одружитися. І вона мала з ним заручини 21 квітня 1795 р.. Але він мав зв'язки з Жозефіною де Богарне, з якою він одружився 9 березня 1796 р. — цим Наполеон юридично перервав свої заручини з Дезіре Кларі.
У 1795-1797 роках Дезіре мешкала з матір'ю в Генуї (Італія). У 1797 р. вона стала жити зі своєю сестрою Жюлі, чоловік Жюлі був французьким послом у Римі. Дезіре очікувала одруження з французьким генералом Леонардом Дюпотом, але він був убитий в заворушеннях у Римі в грудні 1797 р., напередодні їхнього шлюбу.
У серпні 1798 року маршал Франції Жан Батист Жюль Бернадот зробив пропозицію Дезіре Кларі одружитися з ним. Вони одружилися 17 серпня 1798 р.. Згідно з їхньою шлюбною домовленістю, Дезіре отримувала фінансову незалежність.
У 1799 році вона народила свою єдину дитину, сина Оскара.
Вона брала участь у церемонії коронації Наполеона в 1804 р.. Її чоловік був провідним генералом у французькій армії Наполеона, і зазвичай він був довго відсутній в Парижі. Вона мала соціально комфортне та матеріально забезпечене життя, і мала романтичні стосунки з корсиканцем Анже Чаппе, котрий її часто супроводжував у відсутності законного чоловіка при імператорському дворі.
У 1804-1805 роках Жан Бернадот був губернатором Ганноверу, Дезіре і їх син Оскар переїхали у Гамбург, але незабаром вона повернулася у Париж. Бо вона ніде не почувалася щасливою, крім Парижу. Її чоловік був проголошений князем Понтекорво в 1806 році.
У 1807 р. вона відвідала Жана Бернадота в Шпандау. Дезіре не цікавилася політикою, але її хороші зв'язки зробили її маріонеткою в руках свого чоловіка і Наполеона, який використовував її, щоб впливати на інших і спілкуватися один з одним через неї, як посланницею.
У 1810 р. її чоловік Жан Бернадот був обраний Риксдагом на короля Швеції з іменем Карл XIV Юган Бернадот, з правом його нащадків бути спадкоємцями престолу Швеції. Дезіре спочатку вважала, що це повинно було бути схоже на становище князя Понтекорво, але була пригнічена, коли вона дізналася, що цього разу вона залишить близьке їй паризьке життя. Вона не могла адаптуватися до вимог формального етикету в Швеції. Їй не подобався снобізм багатьох, але вдовуюча шведська королева була добра до неї, молодої шведської королеви. Суспільний клімат шведів шокував її. Вона приїхала в зимовий період, і вона так ненавиділа коли багато снігу, що плакала. Вона ніколи не мала амбіцій бути королевою і не хотіла покидати своїх французьких родичів. Вдовуюча королева почала вважати її розбещеною і негідною. А французький антураж Дезіре, особливо пані Елізе Ла-Флоте, зробили її непопулярною, бо та її заохочувала скаржитися на все. Вдовуюча королева описувала її як добру, щедру і приємну, коли та хотіла бути такою, але і як незрілу морально і «розпещену дитину», яка зненавиділа всі шведські вимоги і була не в змозі впоратися з будь-якою формою уявлення. Вона розповіла про Дезіре, як про «французьку жінку в кожному дюймі», яка любила скаржитися на все, що було не французьким, а «отже, вона не сподобалася» шведам.
У 1811 році вона покинула Швецію з титулом «графиня Готланду», через її ностальгію вона повернулася в м. Париж. Там вона пробула протягом наступних дванадцяти років, залишивши чоловіка і свого сина. Вона визнавала, що шведське дворянство мало такі манери відносно неї, що складалося враження вони були зроблені з льоду:
|  | Не говоріть зі мною про Стокгольм, я відчуваю холод, як тільки я чую це слово |

Вона проживала в Парижі інкогніто, тим самим уникаючи політики, коли Швеція перебувала в стані війни з Францією. В якій брав участь її чоловік, колишній французький маршал, проти співітчизників французів заради шведської кар'єри. Однак, за її будинком на вулиці Анжу стежила французька таємна поліція, і її кореспонденцію вони перехоплювали, читали її листи, втручалися в її особисте життя. Коли Наполеон зазнав поразки в 1814 р., то її будинок був притулком для її сестри Жюлі. Бернадот познайомився з нею в Парижі, але повернувся до Швеції без неї. Вона була висміяна при дворі Людовика XVIII, як «вискочка» (без попередніх дворянських заслуг одразу ставши королевою, в обхід встановленої аристократичної практики на підставі політичної революції): Ставши «із грязі в князі». У 1816 р. вона планує повернутися до Швеції, але вона забажала привезти її сестру Жулі з собою, але її чоловік Бернадот вважав це нерозумним. Оскільки Жюлі була членом сім'ї Бонапарт і її присутність могла бути сприйнята як ознака того, що він став на бік поваленого Наполеона, і врешті-решт, ця політична репутація йому ні до чого, хоча колись він був співслужичим Бонапарта. І коли чоловік Дезіре був на зустрічі з графом де Монришаром в її будинку (1817 р.), то від шпигуна дізнався, що немає жодної загрози від цих намірів Дезіре, і нічого йому не буде за прийняття в родину родички, його острах марний.
Коли 1818 р. її чоловік став королем Швеції, а вона залишилася в Парижі (офіційно за станом здоров'я), то у Швеції її чоловік взяв коханку на ім'я Генріета Маріана Шарлота Коскулл (швед. Henrietta Mariana Charlotta Koskull, 1785—1841 рр.). А Дезіре надавала офіційні прийоми у Парижі як королева Швеції (по четвергах і неділях), хоча вона вподобала користуватися титулом графині. Вона закохалася в французького міністра Армана герцога де Рішельє, і була з ним аж до його смерті 1822 року.
У 1822 році вона зустріла свого сина Оскара в Аахені. А у 1823 р. Дезіре повернулася до Швеції разом з нареченою її сина, Жозефіною Лейхтенбергською. Візит був коротким.
21 серпня 1829 р. вона була коронована королевою за її власним проханням. Вона також говорила про коронацію в Норвегії, але у норвежців це виявилося неможливим через її приналежність до католицької конфесії. Хоча вона, по суті, не була релігійною фанатичкою.
1830-ті роки були періодом, коли вона зробила все, щоб бути активною, як королева, роль, яку вона ніколи не хотіла грати. Це десятиліття характеризується як час її свят і балів. Але Дезіре скоро втомилася від її королівського статусу і хотіла повернутися до Франції. Але її чоловік не дозволив цього. Вона ніколи не мала політичного впливу. Вона проводила час у палаці «Розерсберг», і часто відвідувала шведські курорти, такі як «Рамльоса» зі спа-центром. Вона відвідувала Норвегію два рази: в 1825 р. Королівський двір був вражений її неофіційною поведінкою. Живучи окремо від чоловіка в іншій кімнаті палацу вона щоранку відвідувала свого чоловіка по-французьки в одній сорочці, така манера розглядалася як шокуюча поведінка, тому що її чоловік зазвичай радився з членами державної ради як бути в своєму ліжку. Адже він з дружиною зустрічався тільки на офіційних заходах: тому що вона завжди спізнювалася на обід. Він мав спільні з нею трапези після 1826 р., хоча як її чоловік він наполягав на харчуванні поодинці (окремо), і жити без подарунків один одному. Вона лягала спати пізно, і прокидалася пізно. Шведи вважали, що Дезіре мала ексцентричні звички, як дитина вона почала боятися темряви на самоті. Вона любила прогулянки в парку вночі з дамою в білому одязі, яку просила йти перед нею, щоб кажани не сідали на неї, а на ту панянку в білому одязі. Вона ніколи не була популярною при шведському королівському дворі і не навчилася говорити по-шведськи, і виникло багато анекдотів про неї. Вона тримала біля себе франкомовний особистий персонал. З нею була її племінниця, графиня Марсель Таше де ла Пагері.
У 1844 році її чоловік помер. У 1853 р. вона планувала повернутися у Париж, але її страх за подорож морем зробив це неможливим. На думку сучасників — вона ставши вдовою стала ще ексцентричнішою, бо бродила по коридорах замку. Шведський анекдот ілюструє це з 1843 р.: «Палацова варта побачила королеву повністю одягнену на балконі палацу в середині ночі. Коли вона підійшла до чоловіка, то він сказав їй, що вона ледача, в порівнянні з тою королевою, яка встала за годину до сходу сонця.» Він думав, що королева Дезіре була раніше, ніж будь-хто інший в місті, але насправді вона ще не лягала спати — вона, могла вставати з ліжка в три або чотири години дня після безсонної ночі. Шведи залюбки пліткували і глузували з неї за те, що їй подобалося приймати дітей з вулиці в палац і давати їм цукерки, що вона ходила в гості без попередження про свій візит, що вона була не в змозі брати участь у шведсько-мовних розмовах, але вона знала єдине гостинне слово по-шведські: «Ком, ком!». В перекладі — «завітай, заходь, підійди». Її засуджували за те, що вона на кареті їздила по вулицях у нічний час; іноді зупинялася відчувши потяг до сну. Іноді вона їздила кругами навколо королівського палацу. Ця звичка називається по-шведськи «Kring Kring», одне з небагатьох шведських слів які вона знала, що означає «коло та навколо». В останній день її життя, вона увійшла в Королівський оперний театр Швеції тільки після виступу акторів.
Дезіре померла у Стокгольмі 17 грудня 1860 року.

## Галерея

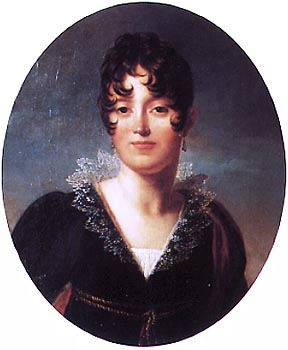
Дезіре Кларі, портрет роботи барона Франсуа Жерара (1810), Музей Мармоттан-Моне
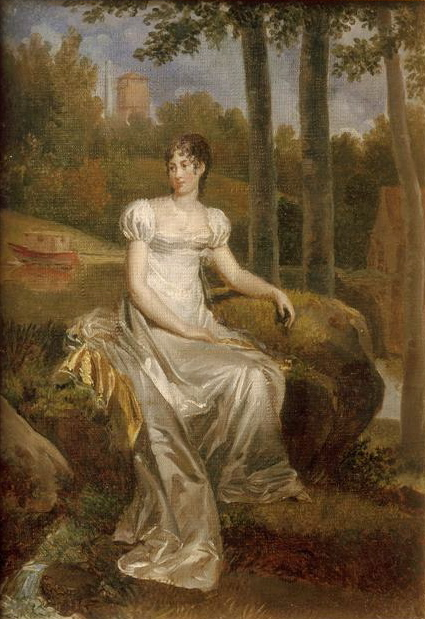
Дезіре Кларі у 1808 році коло Версальського палацу
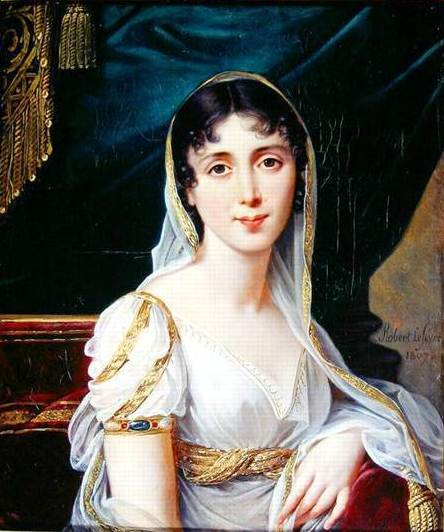
Дезіре Кларі, портрет роботи Роберта Лефевра (1755-1830).
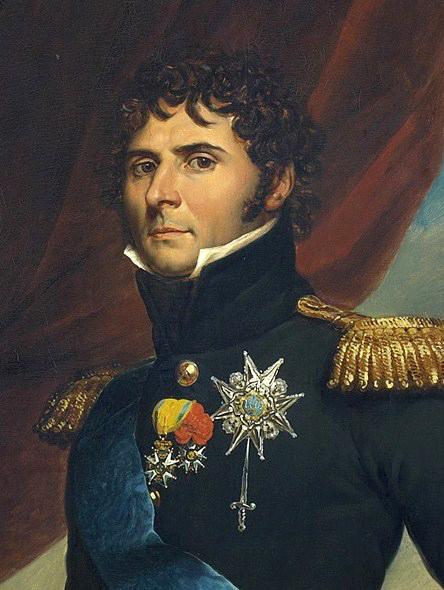
чоловік Дезіре Кларі, Карл XIV Юган король Швеції і Норвегії (1763-1844 рр.) в 1811 р. французький історик та художник Франсуа Жерар.
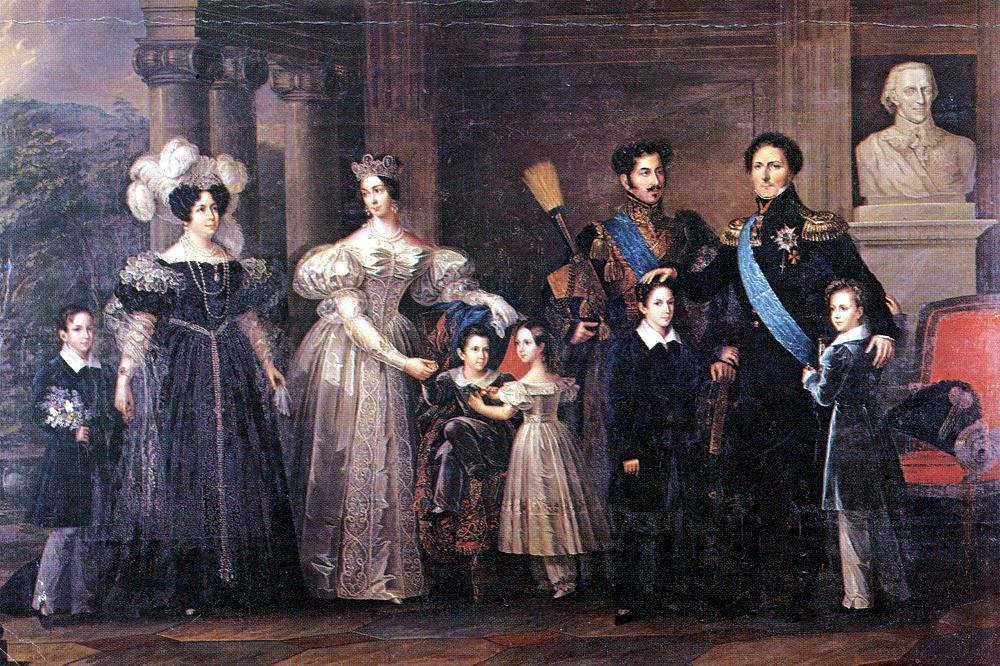
Дезіре Кларі (Дезідерія) зі своєю родиною Бернадот
Коронація Жозефіни Богарне в грудні 1804 року.
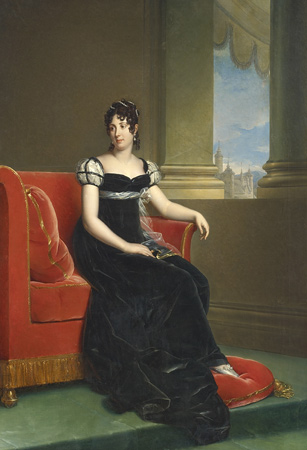
Крон-принцеса «Desideria» у сукні королеви, портрет роботи Роберта Лефевра (1810)
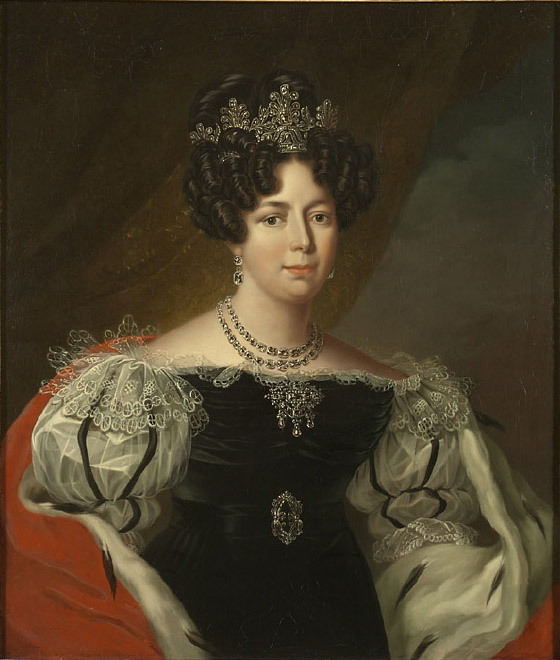
Королева Швеції і Норвегії «Desideria», портрет 1822 р.
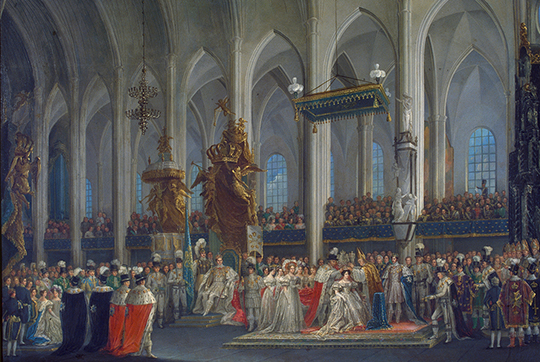
Коронація Дезіре Кларі (Дезідерії) у 1829 році
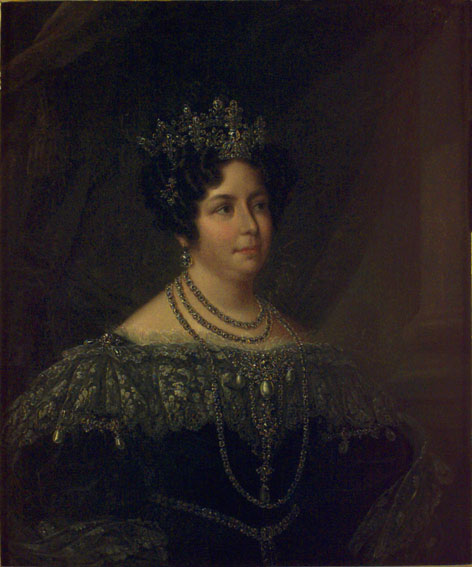
Королева «Desideria» (біля 1845 року)
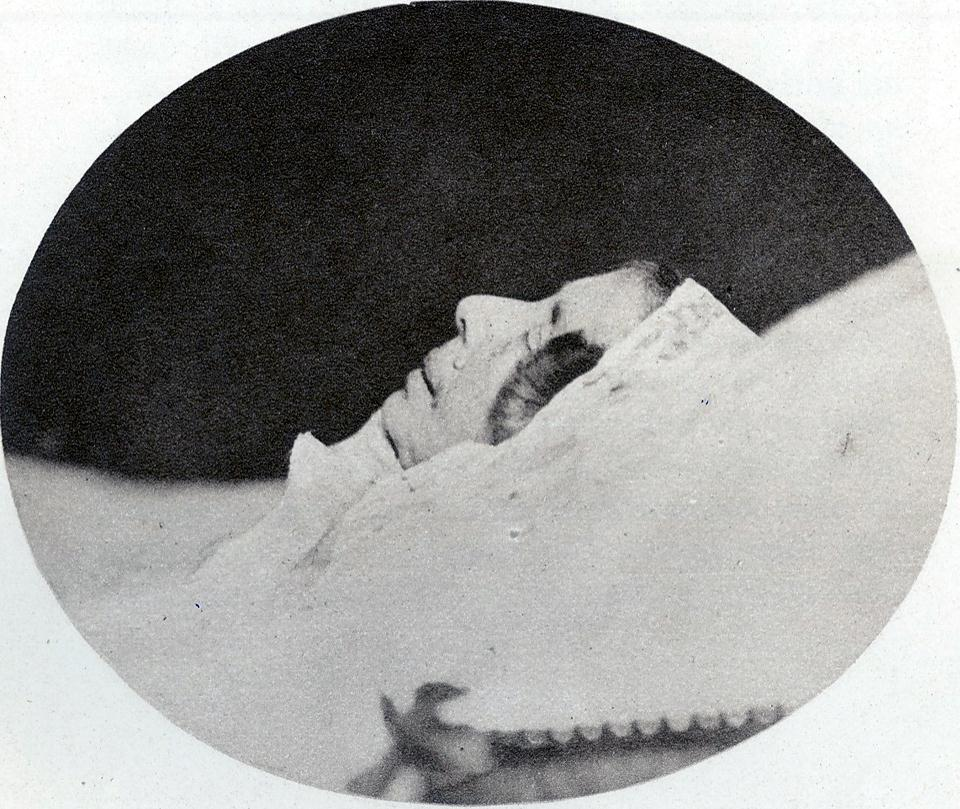
Королева «Desideria» на смертному одрі
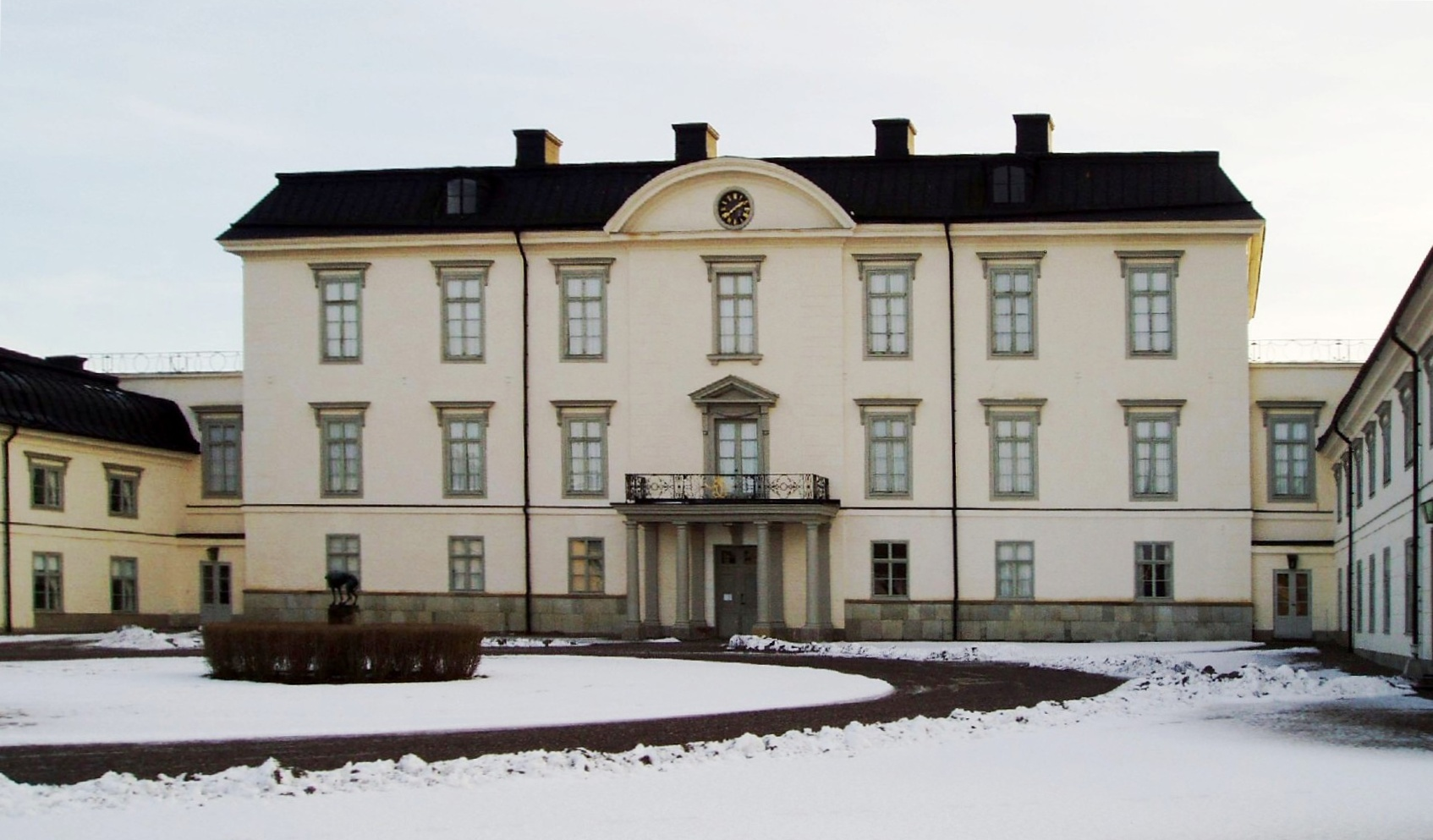
Палац Розерсберг
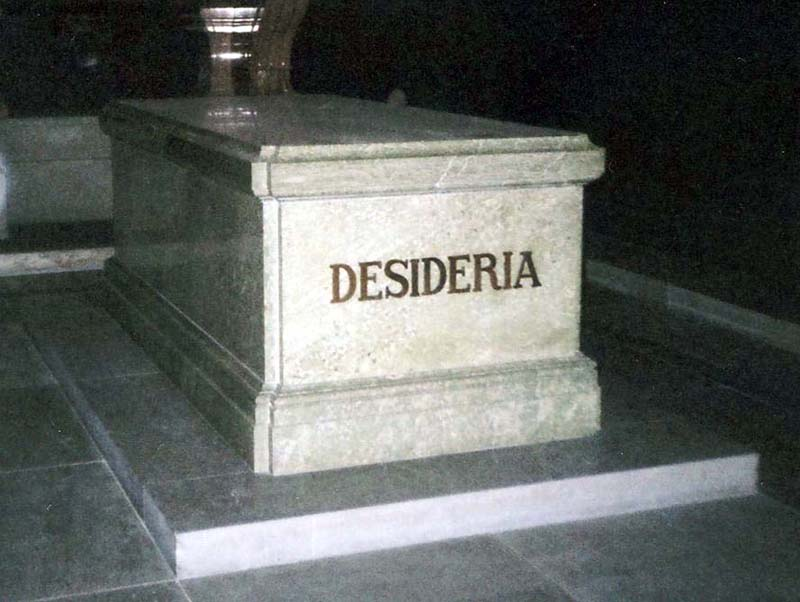
Саркофаг «Desideria» у церкві Ріддархольмену поруч із Королівським палацом у Стокгольмі

## Фільмографія
- Дезіре (англ. Désirée) у 1954 році; американський фільм за участю Марлон Брандо, Джин Сіммонс y Мерль Оберон. Що був оснований на художній літературі (книзі) авторства Анни-Марії Селінко (1951 р.).